# Prestario
Prestario.com fue una red social argentina surgida en septiembre de 2011 dedicada a la solicitud y otorgamiento de créditos entre particulares, posibilitando la búsqueda específica de préstamos por cantidades, plazos y tasas de interés, tanto para quienes lo buscan como para quienes lo ofrecen.

## Recepción y evolución
Habiendo surgido en septiembre de 2011, a un mes de su lanzamiento contaba con más de 2.100 miembros, solicitudes por casi $ 50 millones y ofrecimientos por más de $ 33 millones.
Sin embargo, debido a la sequía crediticia constatada en el último trimestre de dicho año, este tipo de oferta crédito por internet cayó hasta un 50% hacia diciembre, afectando tanto a Prestario como a sitios similares.
Pasados cinco meses de su lanzamiento, esos números se habían elevado a $ 117 millones y $ 68 millones para demanda y oferta respectivamente, con créditos acordados por un total de más de $ 760.000. El promedio de las operaciones para esos primeros cinco meses de vigencia fue de $ 13.000.